# W. R. F. Browning
Wilfred Robert Francis Browning (...) è un presbitero e teologo britannico, di fede anglicana.
Canonico residente della Cattedrale di Cristo di Oxford e di Blackburn, è in seguito divenuto sacerdote e canonico onorario. Ha tenuto cicli di letture relative al Nuovo Testamento presso il Dipartimento di Educazione Continua dell'Università di Oxford e presso il Cuddesdon College locale.

## Attività
Le tre principali pubblicazioni di Wilfred Robert Francis sono le seguenti:
- The Gospel According to St. Luke , edito da MacMilan nel 1960: un commento non tecnico del Vangelo secondo Luca, il libro enfatizza le interpretazioni tipologiche della Bibbia. La recensione di Joseph M. Gettys affermò che, sebbene «né Gesù né Luca fossero consapevoli del modello tipologico schematico proposto dal canonico Browning», ma concluse che il libro fosse «servito a uno scopo utile ...avendo le virtù della leggibilità e di essere uno studio intellettualmente onesto»[2];
- The Anglican Synthesis, edita da Peter Smith nel 1965: è una raccolta di saggi intesi come rilettura di elementi cattolici e protestanti internamente all'anglicanesimo. Il saggio conclusivo sostiene che «una vera sintesi anglicana non sarebbe un compromesso, ma piuttosto "assolutamente cattolica e assolutamente protestante». Nel 1966, CJ Sansbury scrisse «è un'idea entusiasmante, ma in realtà non c'è molto dialogo in questo libro; inevitabilmente, forse, esso è l'esposizione delle credenze che taluni individui hanno su determinati argomenti»[3];
- A Dictionary of the Bible, edito dalla Oxford University Press nel '96: realizzato in collaborazione con Graham Stanton e Richard Coggins, il dizionario comprende brevi voci inerenti persone, luoghi, eventi e istituzioni nella Bibbia, nonché i primi traduttori e gli studiosi moderni della Bibbia, i Padri della Chiesa e i metodi di esegesi. La rivista Expository Times nel '96 disse che talune voci potevano risultare fuorvianti, ma che l'opera era nel complesso consigliabile a studenti che si accostassero per la prima volta allo studio biblico.[4]

## Opere
- W. R. F. Browning, The Gospel According to St. Luke (The Macmillan Company, 1960)
- W. R. F. Browning (editor), The Anglican Synthesis (Peter Smith, 1965)
- W. R. F. Browning with Graham Stanton and Richard Coggins, A Dictionary of the Bible (Oxford University Press, 1996)
- W. R. F. Browning, Saint Luke, Morehouse Publishing